# Bernhard von Puttkamer
Bernhard Albrecht von Puttkamer (né le 4 août 1838 à Kabelwiese et mort le 24 août 1906 à Plauth) est propriétaire de manoir et député du Reichstag.

## Biographie
Puttkamer est le fils d'Eugen von Puttkamer et étudie le lycée et l'école des cadets à Berlin. Il devient lieutenant dans les cuirassiers de la Garde et participe à la guerre de 1870/71. Il reprend ensuite la propriété de son père à Plauth en 1874. Puttkamer est président de la Chambre d'agriculture de Prusse-Occidentale, membre du conseil d'administration de l'Association centrale des agriculteurs prussiens et participant à la Conférence agricole prussienne de 1894.
Entre 1885 et 1903, il est membre de la Chambre des représentants de Prusse et de 1884 à 1890 et 1893 à 1902 député du Reichstag pour le Parti conservateur allemand en représentant la 1re circonscription du district de Dantzig.

## Famille
Il se marie le 17 mai 1866 Marie Agnes Emilie Wilhelmine von Zitzewitz (né le 26 avril 1845). Le couple a plusieurs enfants:
- Eugénie Juliane Cölestine Emilie (née le 20 mars 1867) mariée en 1889 avec Wilhelm von Bandemer (de) (né le 17 septembre 1861 et mort le 29 décembre 1914), seigneur de Weitenhagen, membre de la chambre des seigneurs de Prusse
- Adolf Paul Günther (né le 7 mai 1869 et mort le 6 février 1945) marié en 1908 avec Adelheid von Zitzewitz (né le 20 octobre 1883 et mort le 19 mars 1964)
- Bernhard Cölestin Robert Jesko (né le 20 décembre 1872) mariée avec la comtesse Eva Anna Margarete Dorothea Editha von Hake (née en 1883)
- Robert Julius Karl Eugen (né le 4 septembre 1882) marié avec la comtesse Anna Eva von Hake (née en 1887)